# Clement Chukwu
Clement Chukwu (* 7. Juli 1973 in Umuahia) ist ein früherer nigerianischer Leichtathlet, dessen Spezialstrecken der 200- und 400-Meter-Lauf waren.

## Sportliche Erfolge
Chukwu nahm an zwei Olympischen Spielen (1996, 2000) teil. Bei den Olympischen Spielen 2000 in Sydney gewann er mit der nigerianischen 4-mal-400-Meter-Staffel zunächst die Silbermedaille. Im Finale stellte er dabei gemeinsam mit Jude Monye, Sunday Bada und Schlussläufer Enefiok Udo-Obong in einer Zeit von 2:58,68 min einen Afrikarekord auf. Im August 2008 wurde die ursprünglich siegreiche US-amerikanische Staffel wegen eines Dopingvergehens ihres Läufers Antonio Pettigrew nachträglich disqualifiziert. Im Juli 2012 wurde der nigerianischen Staffel offiziell das Gold zuerkannt.
Auch als Einzelstarter war Chukwu erfolgreich: So gewann er den 400-Meter-Wettbewerb der Universiade 1997 auf Sizilien, den Titel der Afrikameisterschaften 1998 und eine Silbermedaille bei den Afrika-Spielen 1999 in Johannesburg.
Bei einer Körpergröße von 1,90 m betrug sein Wettkampfgewicht 82 kg.

## Dopingsperre
Wegen eines positiven Dopingtests war Chukwu zwischen 1992 und 1996 vom Weltleichtathletikverband IAAF gesperrt.

## Bestzeiten
Freiluft
- 200-Meter-Lauf: 20,30 s (1998)
- 300-Meter-Lauf: 32,72 s (2000)
- 400-Meter-Lauf: 44,65 s (1998)

Halle
- 400-Meter-Lauf: 45,95 s (1997)